# Gare de Sarreinsming
Gare de Sarreinsming vasútállomás Franciaországban, Sarreinsming településen.

## Vasútvonalak
Az állomást az alábbi vasútvonalak érintik:
- Mommenheim-Sarreguemines-vasútvonal

## Kapcsolódó állomások
A vasútállomáshoz az alábbi állomások vannak a legközelebb:
- Gare de Rémelfing
- Gare de Zetting